# Die Neue Erziehung
Die Neue Erziehung – Monatsschrift für entschiedene Schulreform und freiheitliche Schulpolitik – wurde 1919 von Max Hermann Baege für den „Bund Neue Hochschule“ in Berlin gegründet und herausgegeben.

## Geschichte
Max H. Baege war Mitglied der USPD und nach der Novemberrevolution 1918 als bildungspolitischer Beirat im Range eines Unterstaatssekretärs in das preußische „Ministerium für Wissenschaft, Kultur und Volksbildung“ berufen worden. Dort wollte er die Entwicklung eines demokratischen, weltlichen und sozial ausgerichteten Schulwesens einleiten. Allerdings trafen die Reformbestrebungen in der überwiegend konservativen und teils offen reaktionären Beamtenschaft auf „entschiedenen“ Widerstand. Wegen der Absetzung des Berliner Polizeipräsidenten Emil Eichhorn (USPD) durch den Rat der Volksbeauftragten unter Führung Friedrich Eberts quittierte Max H. Baege zusammen mit Minister Adolph Hoffmann am 4. Januar 1919 den Dienst. Gegen die restaurativen Kräfte organisierten sich im „Bund Neue Hochschule“ und im „Bund Entschiedener Schulreformer“ reformwillige Wissenschaftler, Lehrer und Erzieher, in deren Auftrag Max H. Baege und Siegfried Kawerau die Zeitschrift „Die Neue Erziehung“ herausgaben. In der ab 1919 monatlich zwei Mal erscheinenden Zeitschrift erhielten diese Organisationen ein Sprachrohr zur fachwissenschaftlichen sowie kultur- und bildungspolitischen Diskussion und Öffentlichkeitsarbeit.
Als Heft-Beilagen erschienen u. a. das „Mitteilungsblatt des Bundes Entschiedener Schulreformer“, „Blätter der Berliner Junglehrer- und Jugendgruppen im Bund Entschiedener Schulreformer“, bis 1920 „Mitteilungen des Bundes Neue Hochschule“ und bis 1923 die „Internationale Erziehungsrundschau“ und „Das Werdende Zeitalter: eine Zeitschrift für die Erneuerung der Erziehung“ (Hrsg. Elisabeth Rotten). Mit dem Ende der Weimarer Republik 1933 standen die Herausgeber der Zeitschrift, in der überwiegend kultur- und bildungspolitische Vorstellungen des linken bürgerlichen, sozialdemokratischen und kommunistischen Spektrums publiziert wurden, vor der Frage, ob und wie es weiter gehen sollte. Paul Oestereich war seit März 1933 in Schutzhaft. Im Juli 1933 erschien mit Heft 15 die letzte Ausgabe. Im Zuge der Gleichschaltung entschieden Schulpolitiker der NSDAP den „Bund entschiedener Schulreformer“ aufzulösen und die Zeitschrift umzubenennen in „Volk durch Erziehung - Zeitschrift für deutsches Kulturleben“. Unter diesem Titel wurden bis September 1933 noch 5 Hefte herausgegeben, dann wurde die Zeitschrift eingestellt. Die Zeitschrift und ihre Beilagen erschienen bei den Berliner Verlagen Hensel und C.A. Schwetschke & Sohn sowie bei der Verlagsbuchhandlung Karl Zwing in Jena.

## Herausgeber
- 1919–1920 Max H. Baege, Philologe, Psychologe und Siegfried Kawerau, Pädagoge, Historiker
- 1920–1923 Paul Oestreich, Pädagoge, Philologe und Siegfried Kawerau
- 1924–1925 Paul Oestreich
- 1925–1926 Paul Oestreich, Hermann Kölling, Philologe und Gerhard Danziger, Pädagoge
- 1926–1933 Paul Oestreich